# Joaquín Martínez de la Roca y Bolea
Joaquín Martínez de la Roca y Bolea (Zaragoza, c. 1676 - Toledo, 1747) fue un organista y compositor barroco español.

## Biografía
Discípulo de Pablo Nasarre a partir de 1690 pasa a ser suplente de Jerónimo Latorre, organista del Pilar, en Zaragoza, y en 1695 se convierte en titular de la plaza. En 1699 pasa a ser además maestro de capilla. De esta época son algunos villancicos, como la Cantada a la moda italiana, para los maitines de Reyes de 1709.
En 1714 se traslada a Palencia, donde el cabildo le ofrece el puesto de organista de la Catedral. En 1718, tras el fallecimiento de Francisco Zubieta, Martínez se ofreció para ocupar ambos cargos de organista y maestro de capilla, si se le daba el correspondiente aumento de salario, lo que aceptó el cabildo. El prestigio logrado por Martínez queda patente por las numerosas invitaciones para probar instrumentos nuevos, como el del convento de San Francisco de Salamanca (1717), el de Ampudia (1718), el de San Benito el Real de Valladolid (1718) o el de Nava del Rey (1719).
A partir de 1723 se encuentra en Toledo, donde es nombrado segundo organista de la catedral. Siendo el primer organista el maestro Miguel de Ambiela, tuvo que sustituirlo a menudo por la delicada salud de este. Murió en 1747, poco después de su jubilación en abril de ese año.

## Obra
Martínez de la Roca y Bolea es conocido principalmente por su participación en la polémica Valls-Martínez (que duró de 1715 a 1720). La polémica había sido causada por el maestro Valls, que había llevado sus innovaciones demasiado lejos en la entrada del segundo tiple en el Qui tollis de la Misa Aretina según algunos compositores, lo que dividió a los compositores españoles claramente en dos grupos a favor y en contra. La España musical de aquella época se dividió en dos facciones, unos defendiendo a Valls (José Torres y Villavieja, José de Cáseda, Gregorio Santiso Bermúdez o Miguel López) y otros en su contra (Francisco Portería, Miguel Soriano, Manuel de Egüés), en los que se apoyaba Martínez en su Elucidación de la verdad (Valladolid, 1716); otros compositores como Ambiela y Torres, así como el célebre napolitano Alessandro Scarlatti, permanecieron neutrales. Según afirma González Marín, aunque en esta disputa Martínez fue tildado de conservador, «Nassarre, cuya autoridad servía de argumento a las dos partes y que se mantuvo al margen, decidió finalmente, cuando todo hubo terminado, apoyar a su discípulo en el prólogo de su Escuela música, oponiéndose al uso de disonancias fundamentadas únicamente en el buen efecto producido en el oído». Martínez escribió dos opúsculos y una obra mayor para exponer sus puntos de vista: Razones que apoyan la más indefectible razón y prueban ser lícito el uso de Arietas, Recitados, Cantinelas, Violines y Clarines en el Canto Eclesiástico.
Una de sus obras más importantes fue la música para una comedia compuesta por el alguacil mayor de Zaragoza, Juan Francisco Escuder, Los desagravios de Troya de 1712, compuesta en honor del infante Felipe Pedro de Borbón, nacido ese año. La obra es conservadora en cuanto al uso de instrumentos y muy innovadora al reunir aires franceses, italianos, portugueses y españoles en arias y cantadas. Se estrenó en casa del conde de Montemar, mariscal de campo y gobernador de Zaragoza, el 29 de junio de 1712. Asimismo y gracias a algunos impresos se conoce que Joaquín Martínez puso música (hoy día perdida), a los villancicos de Reyes que se cantaron en el Pilar durante los años 1710, 1713 y 1715. También, y en colaboración con Francisco Portería, maestro de la Seo de Zaragoza, compuso la música, igualmente no encontrada, de una obra titulada Sagrado prevenido obsequio para la canonización de santa Catalina de Bolonia (1713) y de un oratorio titulado El sacrificio de Jephté, destinado a la beatificación del jesuita Juan Francisco de Regis (1716). La segunda obra de importancia conservada fue la Ópera sacra armónica de 1727, compuesta durante su estancia en Toledo. Mitjana le atribuye una ópera, La Casandra, estrenada en Madrid en 1737 de la que no se sabe más.

### Música
Música vocal en latín:
- Misas: catedral de Palencia: Misa ferial (a 4 voces); catedral de Valencia: Misa sobre Pange Lingua y Sacris Solemnis (a 8 voces); Misa sobre Sacris solemnis (a 8 voces).
- Antífonas: catedral de Palencia: Ave Maria (a 4 voces); Beata Dei Genitrix (a 4 voces); Beata Dei Genitrix (a 4 voces); Beata es Virgo Maria (a 4 voces); Beata Mater (a 4 voces); Maria Virgo (a 4 voces); Salve de Cuaresma (a 4 voces); Salve Regina (a 4 voces).
- Motetes: Angelus Domini (a 4 voces); Carrite tuba in Sion (a 4 voces); Dicebat Iesus (a 4 voces); Ductus est Iesus (a 4 voces); Extollens Iesus (a 4 voces); Gloria laus (a 4 voces); Gloria laus (a 4 voces); Israel es tu (a 4 voces); O Cruz, Christus (a 4 voces); Sancta et Inmaculata virginitas (a 4 voces); Surrexit pastor bonus (a 4 voces); Veni Domine visitare nos (a 4 voces); Visionem quam vidistis (a 4 voces); catedral de Zaragoza: O sacrum convivium (a 8 voces).
- Responsorios: Pueri Hebraeorum (a 4 voces). Salmos: catedral de Zaragoza: Domine ad adjuvandum/Dixit Dominus (a 10 voces); catedral de Palencia: In exitu Israel (a 4 voces); In exitu Israel (a 4 voces).

Música vocal en español:
- Cantadas: catedral de Palencia: Oíd los rigores.
- Gozos: catedral de Palencia: Pues por tu mérito, a San Liborio (a 4 voces).
- Villancicos: catedral de Palencia: Ay, cómo pica (a 2 voces); Ay qué bien suena al amor (a 4 voces), 1709; Cuando el hijo que adoro, Lamentación a Nuestra Señora (a 4 voces); De flores, aves y voces (a 3 voces), 1723; Soberano incendio (a 2 voces); Zeñor de loz cielos; catedral de Zaragoza: Oigan esdrújulos claros, a la Virgen (a 3 voces); Biblioteca de Catalunya: Óiganla, digo; Rosa, narciso, clavel (a 6 voces); basílica de Haro: Qué bello amaneces (a 4 voces).
- Tonos humanos: Biblioteca Nacional de Madrid: Surta navecilla (a 2 voces); Vagarosa barquilla (a 2 voces).

Música instrumental: Órgano: Biblioteca de Catalunya: Tocata de 1º tono de mano derecha.

### Escritos
- Juicio y dictamen sobre un papel impreso, su autor don Francisco Valls, Maestro de Capilla de la santa yglesia catedral de Barcelona en que intenta probar (contra el dictamen de don Gregario Portero, Maestro de Capilla de la metropolitana de Granada) está conforme a arte la entrada del tiple segundo en el Miserere nobis de la misa que compuso con el título de Scala Aretina, sobre que fue consultado, por Joaquín Martínez de la Roca y Bolea, Zaragoza [1716]
- Elucidación de la verdad con que D. Joachín Martínez, organista principal de la Santa Iglesia Cathedral de Palencia, intenta desvanecer las sombras, con que pretende obscurecerlas: el Mro. Don Francisco Valls, Presvítero, Maestro de Capilla de la Santa Iglesia Cathedral de Barçelona, en defensa de la entrada de el segundo Tiple, en el Miserere nobis, de la Missa, intitulada Scala Aretina, Valladolid, Alonso de Riego [1716]
- Suplicatorio sobre el memorial dirigido a V.S.I. por D. Pedro París y Royo, Músico en la Real Capilla de S. M. cuyo assumpto es quexarse del estilo en que se practica hoy la música figurada, o canto de órgano, Barcelona [c. 1720].